# جوردي كوندوم
جوردي كوندوم (بالإسبانية: Jordi Condom) (ولد في 29 يونيو 1969) هو لاعب كرة قدم إسباني سابق يلعب كلاعب وسط.